# فيكتوريا بيدوس
فيكتوريا بيدوس (بالفرنسية: Victoria Bedos)‏ هي صحفية وكاتبة سيناريو وكاتِبة وممثلة فرنسية، ولدت في 1984 بنويي-سور-سين في فرنسا.

## وصلات خارجية
- فيكتوريا بيدوس على موقع IMDb (الإنجليزية)
- فيكتوريا بيدوس على موقع روتن توميتوز (الإنجليزية)
- فيكتوريا بيدوس على موقع قاعدة بيانات الأفلام العربية
- فيكتوريا بيدوس على موقع ألو سيني (الفرنسية)
- فيكتوريا بيدوس على موقع قاعدة بيانات الفيلم (الإنجليزية)
- فيكتوريا بيدوس على موقع كينوبويسك (الروسية)